# Allée couverte du Petit-Chêne

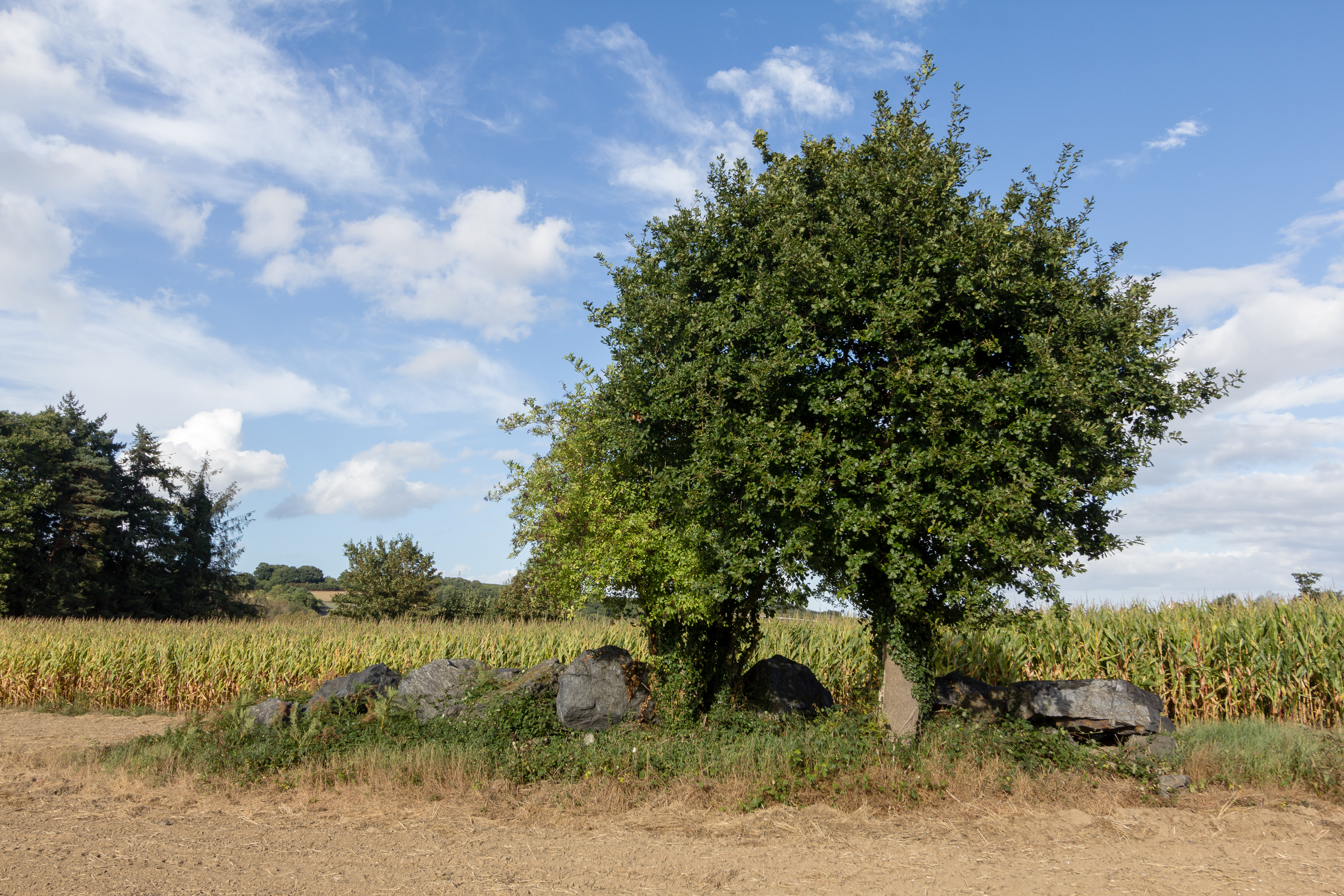
Allée couverte du Petit-Chêne

Das Galeriegrab Allée couverte du Petit-Chêne (deutsch „kleine Eiche“; auch Ville Folle genannt) liegt nördlich von Plédran und östlich von Le Créac’h im Département Côtes-d’Armor in der Bretagne in Frankreich, etwa 550 m westlich der Allée couverte von La Roche Camio.
Sie ist etwa 15,0 m lang und unterscheidet sich von den normalen Galerien durch die laterale und nicht axiale Position ihres Zugangs. Ihr, wie bei Crec’h Quillé und La Roche Camio, für bretonische Anlagen seltener Seitenzugang ist für die Ganggräber der nordischen Trichterbecherkultur (TBK) typisch. 23 Tragsteine, die weitgehend im Boden stecken, sind sichtbar. Die Deckenplatten sind vorhanden. Alle Platten sind aus Phtanit (schwarzer Kieselschiefer oder Radiolarit).